# Шуквани, Беткил
Беткил Шуквани (груз. ბეთქილ შუქვანი, род.30 августа 1988), впоследствии сменивший имя и фамилию на Бекир Озлю (тур. Bekir Özlü) — грузинский и турецкий дзюдоист, призёр чемпионатов Европы.

## Биография
Родился в 1988 году в посёлке Местиа, после распада СССР стал гражданином Грузии. В 2004 году стал серебряным призёром первенства Европы среди кадетов. В 2006 году стал бронзовым призёром первенства Европы среди юниоров.
В 2011 году завоевал серебряную медаль чемпионата Европы. В 2012 году принял участие в Олимпийских играх в Лондоне, но наград не завоевал.
В 2014 году эмигрировал в Азербайджан, а с 2015 года стал гражданином Турции, сменив имя и фамилию на «Бекир Озлю». В 2016 году принял участие в Олимпийских играх в Рио-де-Жанейро, но вновь не завоевал наград.